# Taking the knee

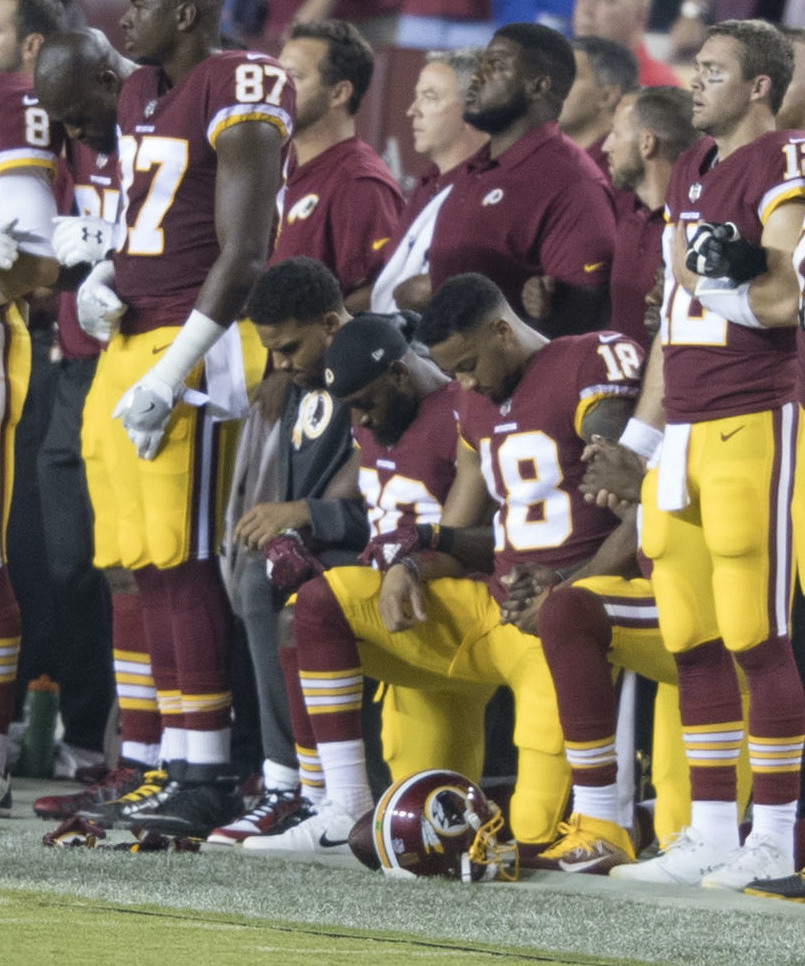
Cầu thủ đội bóng bầu dục Washington Football Team quỳ gối trước trận đấu với Oakland Raiders tháng 9 năm 2017

Taking the knee (tạm dịch quỳ gối) là hành động biểu tượng phản đối phân biệc chủng tộc trong đó một người quỳ gối xuống đất. Hành động này bắt nguồn từ cầu thủ bóng bầu dục Mỹ Colin Kaepernick ngày 1 tháng 9 năm 2016 để lan tỏa thông điệp về các vấn đề bất bình đẳng sắc tộc và bạo lực cảnh sát tại Hoa Kỳ, bắt đầu cho một loạt các cuộc biểu tình quốc ca. Cử chỉ này cũng lan sang một số môn thể thao ở những quốc gia khác, bao gồm bóng đá ở Anh, và đã xuất hiện ở những ngữ cảnh khác trên toàn thế giới, như các cuộc biểu tình Black Lives Matter.

## Biểu tình quốc ca Hoa Kỳ
Cử chỉ này bắt đầu từ một trận đấu bóng bầu dục Mỹ năm 2016, trong đó Colin Kaepernick và người đồng đội 49ers Eric Reid quyết định quỳ gối trong lễ hát quốc ca, kêu gọi sự chú ý đến các vấn đề bất bình đẳng sắc tộc  và bạo lực cảnh sát.
"Sau hàng giờ suy nghĩ cẩn thận, và cả một chuyến thăm của Nate Boyer, một cựu Lính mũ nồi xanh và từng là cầu thủ NFL, chúng tôi quyết định rằng nên quỳ, thay vì ngồi,... trong lễ hát quốc ca, như một hành động biểu tình ôn hòa," Reid nói. "Chúng tôi chọn quỳ bởi đó là một cử chỉ tôn trọng. Tôi nhớ đã nghĩ tư thế đó giống như treo cờ rủ để đánh dấu một bi kịch".
Trong mùa bóng năm 2016, một số cầu thủ khác cũng quỳ gối trước trận đấu. Hành động quỳ gối trở nên nổi tiếng sau khi Tổng thống đương nhiệm Trump lên án nó trong một cuộc vận động tháng 9 năm 2017, cho rằng đó là một hành động chống lại quốc ca và quốc kỳ Mỹ, và kêu gọi các chủ sở hữu đội bóng NFL đuổi những cầu thủ "khốn nạn" thực hiện nó. Đáp lại, hơn một trăm cầu thủ NFL bắt đầu quỳ gối trong những tuần tiếp theo, cùng với cả những vận động viên và khán giả của các môn thể thao khác.

## Trong bóng đá

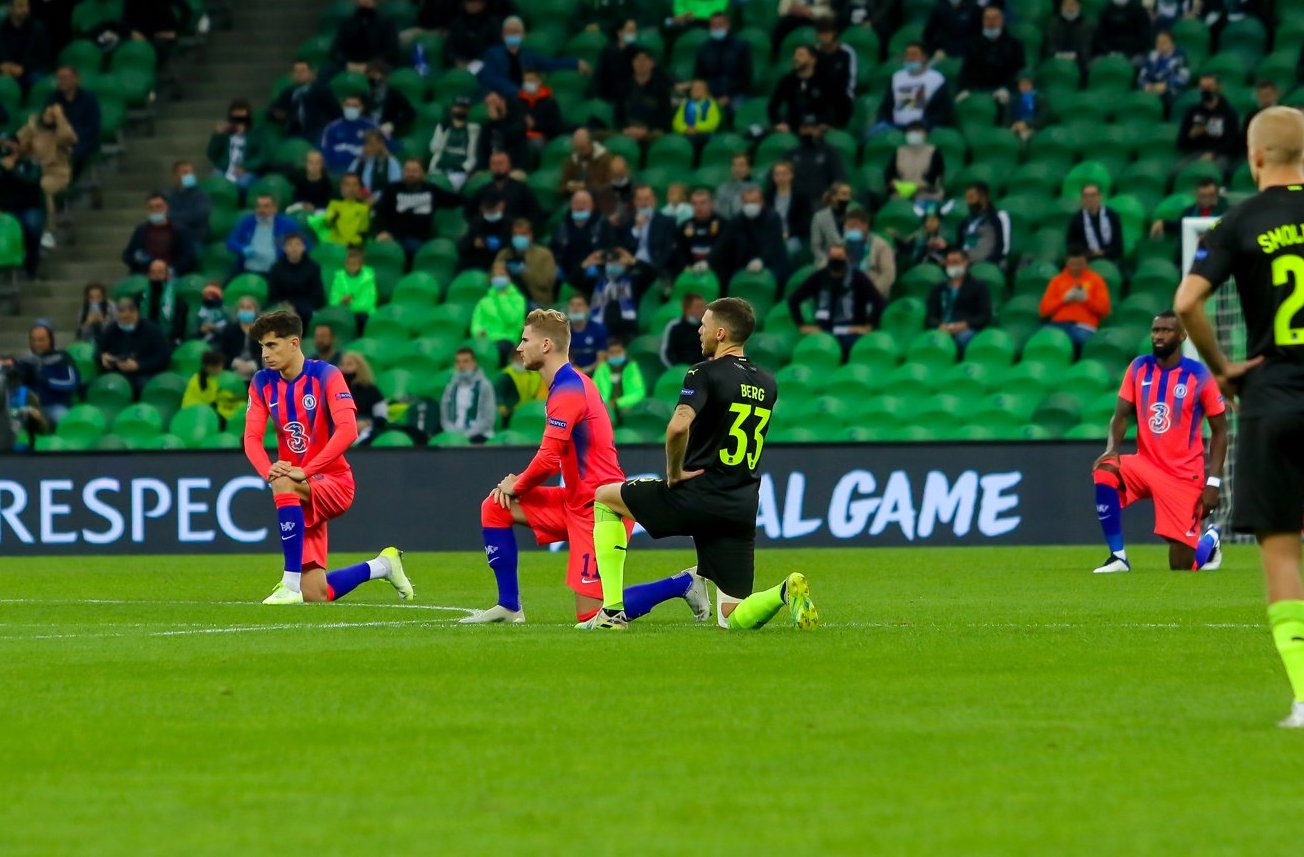
Cầu thủ của FC Krasnodar và Chelsea F.C. quỳ gối trước một trận đấu UEFA Champions League tháng 10 năm 2020

Trong suốt mùa giải bóng đá Anh 2020–21, hành động quỳ gối được nhiều câu lạc bộ thực hiện trước khi bóng lăn, khiến một số người hâm mô la ó. Tháng 9 năm 2020 Middlesbrough nói họ sẽ dừng việc quỳ gối này. Tháng 12 năm 2020, các cầu thủ từ Millwall và QPR nói họ sẽ không quỳ gối, mà thay vào đó là đứng đan tay với nhau. Đến tháng 2 năm 2021 những đội khác đã dừng việc này, bao gồm Brentford, trong khi những cầu thủ như Wilfried Zaha nói họ cũng sẽ không quỳ gối nữa. Zaha trở thành cầu thủ Ngoại hạng Anh đầu tiên không quỳ gối. Derby County dừng quỳ gối từ tháng 3 năm 2021.
Ngày 8 tháng 6 năm 2021, trước một trận đấu giao hữu giữa Hungary và Cộng hòa Ireland, các cầu thủ Ireland bị khán giả Hungary chế giễu vì quỳ gối trước khi bóng lăn.
Đội tuyển quốc gia Anh quỳ gối trước các trận đấu UEFA Euro năm 2021, dẫn đến sự la ó của một số khán giả. Nghị sĩ Đảng Bảo thủ Lee Anderson nói rằng anh không xem những trận của Anh trong giải đấu vì hành động này, tin rằng "đại đa số những fan la ó đêm trước không phân biệt chủng tộc" và cho rằng họ "nhiều khả năng [...] không chia sẻ quan điểm Marxist của BLM". Giám đốc điều hành của Kick It Out Tony Burnett coi những lời kêu la phản đối là ví dụ của sự phân biệt sắc tộc trong bộ môn này. Liên đoàn Bóng đá Anh sau đó kêu gọi người hâm mộ tôn trọng quyết định quỳ gối của các cầu thủ.
Tháng 7 năm 2021, Nghị sĩ Đảng Bảo thủ Steve Baker nói chính phủ nên ủng hộ việc các cầu thủ quỳ gối, sau khi Thủ tướng Anh Boris Johnson và Bộ trưởng Nội vụ Priti Patel từ chối lên án những người đã la ó. Keir Starmer, Lãnh đạo phe Chống đối và lãnh đạo của Đảng Lao động, nói các cầu thủ Anh "đã làm điều đúng khi quỳ gối".